# Antoine Hamilton
Antoine Hamilton, conte di Hamilton (Roscrea, 1646 – Saint-Germain-en-Laye, 1720), è stato uno scrittore irlandese.
Trascorse l'infanzia in Francia assimilandone la lingua; rientrato in patria, fu fervente sostenitore di Giacomo II d'Inghilterra, tanto che lo seguì in esilio in Francia.
Fece parte della Massoneria.
Tra le sue opere si ricordano i Racconti e le Memorie del cavaliere di Gramont ispirato alle gesta di suo cognato, Philibert de Gramont.